# Monte Carlo (pel·lícula de 2011)
Monte Carlo és una comèdia romàntica de 2011 dirigida per Tom Bezucha i basada en la novel·la Headhunters de Jules Bass.
La pel·lícula explica com tres amigues es fan passar per filles de l'alta societat britànica a Mònaco.

## Argument
Tres joves de Texas (Selena Gomez, Leighton Meester i Katie Cassidy) utilitzen els seus estalvis per fer el seu viatge somniat a París. Malauradament, aquesta experiència és un gran desastre, ja que res resulta tenir les comoditats que se'ls havia ofert: els hotels tenen molt a desitjar i la ciutat se'ls fa molt feixuga sense una bona butxaca. La sort però, les afavoreix quan es colen al vestíbul d'un hotel de 5 estrelles i una de les noies (Selena Gomez) és confosa per una hereva britànica. Abans de tenir l'oportunitat de revelar la seva vertadera identitat, les noies es troben a Mònaco immerses en el remolí de la seva pròpia mentida: són perseguides pels paparazzi, se'ls ofereixen avions privats, se'ls donen vestits d'alta costura, coneixen amors de conte de fades i, en definitiva, tasten el glamour de Monte Carlo.

## Repartiment
| Intèrpret        | Personatge                   |
| ---------------- | ---------------------------- |
| Selena Gomez     | Grace/Cordelia               |
| Leighton Meester | Margaret Kelly-Bennett "Meg" |
| Katie Cassidy    | Emma                         |
| Pierre Boulanger | Theo                         |
| Luke Bracey      | Riley                        |
| Cory Monteith    | Owen                         |
| Andie MacDowell  | Mare de la Grace             |
| Brett Cullen     |                              |

## Producció
El rodatge de la pel·lícula va començar el 5 de maig de 2010 a Budapest. Va ser la primera producció que va utilitzar l'estudi cinematogràfic Raleigh Studios Budapest. Després d'estrenar-lo, l'equip es va traslladar a París i Mònaco. La filmació va acabar el 7 de juliol d'aquest mateix any.